# Квалификације за Европско првенство у фудбалу 2020 — група Ј
Група Ј квалификација за Европско првенство у фудбалу 2020. састојала се од шест репрезентација: Италија, Босна и Херцеговина, Грчка, Финска, Јерменија и Лихтенштајн.
Репрезентације Италије и Финске су као првопласиране и другопласиране репрезентације избориле директан пласман на првенство, док захваљујући ранг листи УЕФА Лиге нације 2018/19. у бараж је отишла репрезентација Босне и Херцеговине.

## Табела
| Легенда |
| --- |
| Репрезентације које се квалификују у првом кругу                                                                                                 |
| Репрезентација која иде у бараж захваљујући учинку у Лиги нација 2018/19. након што нису завршили на првом или другом месту табеле у првом кругу |

| Табела групе Ј | Табела групе Ј      | Табела групе Ј | Табела групе Ј | Табела групе Ј | Табела групе Ј | Табела групе Ј | Табела групе Ј | Табела групе Ј | Табела групе Ј |  |         |        |       |                     |           |             |  | Домаћи | Домаћи | Домаћи | Домаћи | Домаћи | Домаћи | Домаћи | Гости | Гости | Гости | Гости | Гости | Гости | Гости |
|                | Репрезентација      | И              | Д              | Н              | И              | ДГ             | ПГ             | ГР             | Бод.           |  | Италија | Финска | Грчка | Босна и Херцеговина | Јерменија | Лихтенштајн |  | И      | Д      | Н      | И      | ДГ     | ПГ     | Бод.   | И     | Д     | Н     | И     | ДГ    | ПГ    | Бод.  |
| 1.             | Италија             | 10             | 10             | 0              | 0              | 37             | 4              | +33            | 30             |  | -       | 2:0    | 2:0   | 2:1                 | 9:1       | 6:0         |  | 5      | 5      | 0      | 0      | 21     | 2      | 15     | 5     | 5     | 0     | 0     | 16    | 2     | 15    |
| 2.             | Финска              | 10             | 6              | 0              | 4              | 16             | 10             | +6             | 18             |  | 1:2     | -      | 1:0   | 2:0                 | 3:0       | 3:0         |  | 5      | 4      | 0      | 1      | 10     | 2      | 12     | 5     | 2     | 0     | 3     | 6     | 8     | 6     |
| 3.             | Грчка               | 10             | 4              | 2              | 4              | 12             | 14             | -2             | 14             |  | 0:3     | 2:1    | -     | 2:3                 | 2:1       | 1:1         |  | 5      | 2      | 1      | 2      | 7      | 9      | 7      | 5     | 2     | 1     | 2     | 5     | 5     | 7     |
| 4.             | Босна и Херцеговина | 10             | 4              | 1              | 5              | 20             | 17             | +3             | 13             |  | 0:3     | 4:1    | 2:2   | -                   | 2:1       | 5:0         |  | 5      | 3      | 1      | 1      | 13     | 7      | 10     | 5     | 1     | 0     | 4     | 7     | 10    | 3     |
| 5.             | Јерменија           | 10             | 3              | 1              | 6              | 14             | 25             | -11            | 10             |  | 1:3     | 0:2    | 0:1   | 4:2                 | -         | 3:0         |  | 5      | 2      | 0      | 3      | 8      | 8      | 6      | 5     | 1     | 1     | 3     | 6     | 17    | 4     |
| 6.             | Лихтенштајн         | 10             | 0              | 2              | 8              | 2              | 31             | -29            | 2              |  | 0:5     | 0:2    | 0:2   | 0:3                 | 1:1       | -           |  | 5      | 0      | 1      | 4      | 1      | 13     | 1      | 5     | 0     | 1     | 4     | 1     | 18    | 1     |

## Резултати
| Босна и Херцеговина        | 2:1    | Јерменија              |
| -------------------------- | ------ | ---------------------- |
| Крунић 33’ · Милошевић 80’ | Детаљи | Мхитарјан 90+3’ (пен.) |

| Италија             | 2:0    | Финска |
| ------------------- | ------ | ------ |
| Бареља 7’ · Кен 74’ | Детаљи |        |

| Лихтенштајн | 0:2    | Грчка                      |
| ----------- | ------ | -------------------------- |
|             | Детаљи | Фортунис 45+1’ · Донис 80’ |

| Јерменија | 0:2    | Финска                 |
| --------- | ------ | ---------------------- |
|           | Детаљи | Јенсен 14’ · Соири 78’ |

| Босна и Херцеговина    | 2:2    | Грчка                             |
| ---------------------- | ------ | --------------------------------- |
| Вишћа 10’ · Пјанић 15’ | Детаљи | Фортунис 64’ (пен.) · Коловос 85’ |

| Италија                                                                            | 6:0    | Лихтенштајн |
| ---------------------------------------------------------------------------------- | ------ | ----------- |
| Сенси 17’ · Верати 32’ · Кваљарела 35’ (пен.), 45+3’ пен. · Кен 70’ · Паволети 76’ | Детаљи |             |

| Јерменија                                      | 3:0    | Лихтенштајн |
| ---------------------------------------------- | ------ | ----------- |
| Хазарјан 2’ · Карапетјан 18’ · Барсегјан 90+1’ | Детаљи |             |

| Финска        | 2:0    | Босна и Херцеговина |
| ------------- | ------ | ------------------- |
| Пуки 56’, 68’ | Детаљи |                     |

| Грчка | 0:3    | Италија                              |
| ----- | ------ | ------------------------------------ |
|       | Детаљи | Барела 23’ · Инсиње 30’ · Бонучи 33’ |

| Грчка                   | 2:3    | Јерменија                                    |
| ----------------------- | ------ | -------------------------------------------- |
| Зека 54’ · Фортунис 87’ | Детаљи | Карапетјан 8’ · Хазарјан 33’ · Барсегјан 74’ |

| Италија                 | 2:1    | Босна и Херцеговина |
| ----------------------- | ------ | ------------------- |
| Инсиње 59’ · Верати 86’ | Детаљи | Џеко 33’            |

| Лихтенштајн | 0:2    | Финска                |
| ----------- | ------ | --------------------- |
|             | Детаљи | Пуки 37’ · Калман 57’ |

| Јерменија      | 1:3    | Италија                                           |
| -------------- | ------ | ------------------------------------------------- |
| Карапетјан 11’ | Детаљи | Белоти 28’ · Пелегрини 77’ · Ајрапетјан 80’ (аг.) |

| Босна и Херцеговина                                     | 5:0    | Лихтенштајн |
| ------------------------------------------------------- | ------ | ----------- |
| Гојак 11’, 89’ · Малин 80’ (аг.) · Џеко 85’ · Вишћа 87’ | Детаљи |             |

| Финска          | 1:0    | Грчка |
| --------------- | ------ | ----- |
| Пуки 52’ (пен.) | Детаљи |       |

| Јерменија                                                   | 4:2    | Босна и Херцеговина  |
| ----------------------------------------------------------- | ------ | -------------------- |
| Мхитаријан 3’, 66’ · Хамбардзумјан 77’ · Лончар 90+5’ (аг.) | Детаљи | Џеко 13’ · Гојак 70’ |

| Финска          | 1:2    | Италија                          |
| --------------- | ------ | -------------------------------- |
| Пуки 72’ (пен.) | Детаљи | Имобиле 59’ · Жоржињо 79’ (пен.) |

| Грчка       | 1:1    | Лихтенштајн   |
| ----------- | ------ | ------------- |
| Масурас 33’ | Детаљи | Салановић 85’ |

| Босна и Херцеговина                               | 4:1    | Финска         |
| ------------------------------------------------- | ------ | -------------- |
| Хајровић 29’ · Пјанић 37’ (пен.), 58’ · Хоџић 73’ | Детаљи | Похјанпало 79’ |

| Италија                              | 2:0    | Грчка |
| ------------------------------------ | ------ | ----- |
| Жоржињо 63’ (пен.) · Бернардески 78’ | Детаљи |       |

| Лихтенштајн | 1:1    | Јерменија     |
| ----------- | ------ | ------------- |
| Фрик 72’    | Детаљи | Барсегјан 19’ |

| Финска                     | 3:0    | Јерменија |
| -------------------------- | ------ | --------- |
| Јенсен 31’ · Пуки 61’, 88’ | Детаљи |           |

| Грчка                              | 2:1    | Босна и Херцеговина |
| ---------------------------------- | ------ | ------------------- |
| Павлидис 30’ · Ковачевић 88’ (аг.) | Детаљи | Гојак 35’           |

| Лихтенштајн | 0:5    | Италија                                                           |
| ----------- | ------ | ----------------------------------------------------------------- |
|             | Детаљи | Бернардески 2’ · Белоти 70’, 90+2’ · Ромањоли 77’ · Ел Шарави 82’ |

| Јерменија | 0:1    | Грчка       |
| --------- | ------ | ----------- |
|           | Детаљи | Лимниос 35’ |

| Финска                              | 3:0    | Лихтенштајн |
| ----------------------------------- | ------ | ----------- |
| Туоминен 21’ · Пуки 64’ (пен.), 75’ | Детаљи |             |

| Босна и Херцеговина | 0:3    | Италија                              |
| ------------------- | ------ | ------------------------------------ |
|                     | Детаљи | Ачерби 21’ · Инсиње 37’ · Белоти 52’ |

| Грчка                          | 2:1    | Финска   |
| ------------------------------ | ------ | -------- |
| Манталос 47’ · Галанопулос 70’ | Детаљи | Пуки 27’ |

| Италија | 9:1    | Јерменија   |
| --- | ------ | ----------- |
| Имобиле 8’, 33’ · Занијоло 9’, 64’ · Барела 29’ · Ромањоли 72’ · Жоржињо 75’ (пен.) · Орсолини 78’ · Кјеза 81’ | Детаљи | Бабајан 79’ |

| Лихтенштајн | 0:3    | Босна и Херцеговина        |
| ----------- | ------ | -------------------------- |
|             | Детаљи | Ћивић 57’ · Хоџић 64’, 72’ |

## Стрелци
10 голова
| - Тему Пуки |

4 гола
| - Амер Гојак | - Андреа Белоти |

3 гола
| - Армин Хоџић - Един Џеко - Миралем Пјанић - Костас Фортунис | - Жоржињо - Лоренцо Инсиње - Николо Барела - Чиро Имобиле | - Александр Карапетјан - Тигран Барсехјан - Хенрих Мхитарјан |

2 гола
| - Един Вишћа - Алесио Ромањоли - Марко Верати | - Моизе Кин - Николо Заниоло - Фабио Кваљарела | - Федерико Бернардески - Геворг Хазарјан - Фредрик Јенсен |

1 гол
| - Дени Милошевић - Елдар Ћивић - Изет Хајровић - Раде Крунић - Анастастиос Донис - Вангелис Павлидис - Димитрис Коловос - Димитрис Лимниос - Зека - Јоргос Масурас | - Константинос Галанопулос - Петрос Манталос - Леонардо Бонучи - Леонардо Паволети - Лоренцо Пелегрини - Рикардо Орсолини - Стефан ел Шарави - Стефано Сенси - Федерико Кјеза | - Франческо Ачерби - Едгар Бабајан - Ховханес Хамбардзумјан - Денис Салановић - Јаник Фрик - Бењамин Калман - Јасе Туоминен - Јоел Похјанпало - Пири Соири |

Аутогол
| - Аднан Ковачевић (против Грчке) - Стјепан Лончар (против Јерменије) | - Арам Ајрапетјан (против Италије) - Андреас Малин (против Босне и Херцеговине) |